# 唐沢龍也
唐沢 龍也（からさわ たつや、1964年 - ）は、日本の商学者。大阪府茨木市出身。専門は国際マーケティング、広告会社の国際知識移転、専門的サービス企業論。関東学院大学経営学部教授。元広告会社プロデューサー。

## 経歴
- 1983年4月 - 早稲田大学第一文学部 日本文学専修 入学
- 1987年3月 - 同卒業
- 1987年4月 - アサツー ディ・ケイ（現ADK）グローバルプロモーション局勤務、シニアプロデューサー（〜2016年9月）
- 2009年4月 - 早稲田大学大学院商学研究科 ビジネス専攻（MBA）入学
- 2011年3月 - 同課程修了
- 2012年4月 - 明治大学大学院経営学研究科博士後期課程 入学（〜2018年3月）
- 2015年4月 - 明海大学経済学部 非常勤講師（〜2018年4月）
- 2016年4月 - 明海大学 外国語学部 非常勤講師（〜2018年3月）
- 2020年4月 - 関東学院大学経営学部 准教授
- 2020年4月 - 明治大学経営学部 兼任講師「ナレッジマネジメント論」（〜2021年3月）
- 2022年4月 - 明治大学大学院 経営学研究科 兼任講師（グローバル・マーケティング特論A・B）（〜2023年3月）
- 2023年4月 - 明治大学大学院 経営学研究科 英語経営文献研究A・B担当
- 2024年4月 - 明治大学 経営学部 マーケティング基礎論（前期・後期）担当
- 2024年10月 - 文化学園大学 服装学部 服装社会学科 広告論担当
- 2025年 - 関東学院大学経営学部教授

## 学歴
- 早稲田大学第一文学部 日本文学専修 卒業
- 早稲田大学大学院商学研究科（MBA）修了
- 明治大学大学院経営学研究科 博士後期課程修了

## 研究分野
- グローバルマーケティング
- 国際マーケティング
- 国際知識移転
- 専門的サービス企業
- 広告会社論

## 所属学会
- 日本流通学会（2018年6月 - 現在）
- 異文化経営学会（2012年7月 - 現在）
- 国際ビジネス研究学会（2012年5月 - 現在）
- 日本広告学会（2012年3月 - 現在）
- The Academy of International Business（2012年 - 現在）

## 著書
- 『広告会社の国際知識移転と再創造』（文眞堂、2019年）

## 受賞歴
- 2019年11月 - 国際ビジネス研究学会 学会賞（単著書の部）
- 2019年7月 - 多国籍企業学会 学会研究奨励賞